# Henry Gorjus
Henry Gorjus (né le 31 janvier 1853 à Caluire-et-Cuire et mort le 2 juillet 1925 à Lyon) est un commissionnaire en soieries devenu homme politique français. 

## Biographie
Henry Gorjus débute comme simple ouvrier mais devient vite commissionnaire puis représentant de commerce dans la soierie. Il est élu conseiller municipal en 1904 et constamment réélu jusqu'à sa mort en 1925. À partir de 1908, il est l'adjoint d'Édouard Herriot, maire de Lyon, pour les 1er et 4e arrondissement.

## Hommages
Une rue porte son nom à la Croix-Rousse, quartier de Lyon.
Un monument en son honneur a été érigé dans le square Est de la mairie du 4e arrondissement de Lyon. Il a été inauguré le 12 juin 1927 par Édouard Herriot.